# Праведники народів світу в Північній Македонії
Праведники народів світу в Північній Македонії — це македонці, що рятували євреїв в період Голокосту, яким присвоєно почесне звання «Праведник народів світу» ізраїльським Інститутом катастрофи і героїзму «Яд ва-Шем».
Станом на 1 січня 2016 року такі звання присвоєно 10 македонцям.

## Список
| Ім'я                         | Номер   | Рік присвоєння звання | Інформація про подвиг |
| ---------------------------- | ------- | --------------------- | --- |
| Борис і Васка Алтіпармак     | 4433    | 1989                  | Переховували в своєму будинку братів Соломона і Самі Садікаріо, а також Альберта Русо під час облав на євреїв в Бітолі.     |
| Смілян Франьо Чекада         | 11707 2 | 2010                  | Католицький єпископ, відкрито виступив проти переслідування євреїв Скоп'є і переховував принаймні п'ятьох єврейських дітей. |
| Тодор і Пандора Хаджи-Митков | 1036    | 1976                  | Переховували Моше Френсіса і його сім'ю в Скоп'є під час облав на євреїв                                                    |
| Трайко і Драниця Рибареви    | 1036.1  | 1976                  | Переховували Моше Френсіса і його сім'ю в Скоп'є під час облав на євреїв                                                    |
| Стоян Сильяновскі            | 4433.1  | 1989                  | Учасник підпілля, переховував 5 єврейських дівчат, в тому числі Естер Овадія в Бітолі.                                      |
| Александер і Блага Тодоров   | 1766    | 1980                  | Переховували Аарона і Рифку Бехар в Скоп'є під час облав на євреїв                                                          |